# Domenico Ferrata
Domenico Ferrata (ur. 4 marca 1847 w Gradoli, zm. 10 października 1914 w Rzymie) – włoski duchowny katolicki, dyplomata, wysoki urzędnik Kurii Rzymskiej, kardynał, Sekretarz Stanu Stolicy Apostolskiej.

## Życiorys
Ukończył szkołę jezuicką w Orvieto, a następnie seminarium w rodzinnej diecezji Montefiascone. Uzyskał doktorat utroque iuris w Rzymie. Święcenia kapłańskie otrzymał 18 września 1869. Był profesorem prawa kanonicznego na Ateneum S. Apolinare (od 1876), a następnie teologii dogmatycznej na Ateneum Propaganda Fide. Od 1879 był prywatnym szambelanem i audytorem nuncjatury we Francji. Funkcję tę pełnił do 1882, po czym został podsekretarzem w Kongregacji Obrzędów i Kongregacji ds. Nadzwyczajnych Spraw Kościoła. Uzyskał tytuł prałata domowego. Był nadzwyczajnym apostolskim delegatem do Szwajcarii. Został kanonikiem Patriarchalnej bazyliki liberiańskiej. Od 1884 przewodził Pontyfikalnej Akademii Kościelnej.
2 kwietnia 1885 roku otrzymał nominację na tytularnego arcybiskupa Tessalonica. Został też parę dni później nuncjuszem w Belgii. Sakry udzielił mu kardynał Lodovico Jacobini. Sekretarz Kongregacji ds. Nadzwyczajnych Spraw Kościoła od 1889. Dwa lata później został nuncjuszem we Francji.
Na konsystorzu z czerwca 1896 kreowany kardynałem. Od 1899 do 1900 pełnił funkcję Kamerlinga Świętego Kolegium Kardynałów. Od 1899 był prefektem Świętej Kongregacji Odpustów i Relikwii. Od października 1900 stał na czele Świętej kongregacji Obrzędów. Urząd ten pełnił do 1902 roku, kiedy to został prefektem kolejnej kongregacji, tym razem Kongregacji Biskupów. W 1908 papież Pius X powołał do istnienia Kongregację ds. Dyscypliny Sakramentów i na jej czele stanął właśnie Ferrata. W 1913 został archiprezbiterem Patriarchalnej bazyliki laterańskiej. Brał udział w konklawe 1903 i 1914, na którym wybrano Benedykta XV. Nowy papież mianował go Sekretarzem Stanu, lecz ten zmarł niespełna miesiąc po nominacji. Pochowany został w rodzinnym miasteczku.